# Simoselaps bertholdi
Espèce
Synonymes
- Elaps bertholdi Jan, 1859
- Elaps mattozoi Ferreira, 1891
- Furina robusta De Vis, 1905

Simoselaps bertholdi est une espèce de serpents de la famille des Elapidae.

## Répartition
Cette espèce est endémique d'Australie. Elle se rencontre dans le sud de l'Australie-Occidentale, en Australie-Méridionale et dans le sud du Territoire du Nord.

## Étymologie
Cette espèce est nommée en l'honneur de Arnold Adolph Berthold.

## Publication originale
- Jan, 1859 : Plan d'une iconographie descriptive des ophidiens et description sommaire de nouvelles espèces de serpents. Revue et Magasin de Zoologie Pure et Appliquée, Paris, ser. 2, vol. 11, p. 122-130 (texte intégral).